# 色彩心理學
色彩心理学是一門研究色调如何影響人类行為的學科。颜色能够喚起人们某些情绪。颜色还有增强安慰劑的效果。例如，红色或橙色的药丸一般被用作兴奋剂。颜色影响个人的程度可能因年龄、性别和文化而不同。例如，异性恋男性認為红色服装可以增加女性的吸引力，而异性恋女性则認為男性的吸引力與穿何種顏色的衣服無關。尽管不同文化背景下的颜色偏好可能有所不同，但不同性别和种族对颜色的偏好可能相对统一。
企業在市场营销和品牌推广時可能會引入色彩心理学相關知識。营销人员认为颜色很重要，因为颜色可以影响消费者对商品和服务的感覺和看法。公司的標誌很重要，因为標誌可以吸引更多的顾客。当顾客认为公司的標誌与公司的商品和服务氣質吻合时，就会出现这种情况，例如维多利亚的秘密使用很多粉红色。颜色对于商店的窗口展示也很重要。研究表明，尽管蓝色等冷色调更受青睐，但红色等颜色往往也能吸引顧客。红色和黄色组合後可以刺激饥饿感，这可能有助于解释為何麦当劳、汉堡王和In-N-Out漢堡等快餐店可以成功。这一现象又被称为 "番茄醬和芥末 "理论。